# Football Club Ganshoren
Maillots
Actualités
Dernière mise à jour : 28 juillet 2020.
Le Football Club Ganshoren est un club de football belge localisé dans la commune bruxelloise de Ganshoren. Porteur du matricule 7569, le club passa sa 10 saisons en nationale lors de l'exercice 2020-2021 lors de laquelle il retrouve le 4e niveau désormais appelé « Nationale 2 ». Le cercle espère fêter son cinquantenaire en s'y maintenant... 

## Histoire
Le premier club de football fondé dans la commune de Ganshoren est le Crossing FC Ganshoren, porteur du matricule 451. Lorsqu'il remporte le titre de champion de Promotion en 1959, il déménage dans la commune voisine de Molenbeek-Saint-Jean. 
Un nouveau club le Red Star Ganshoren FC précédemment affilié à l'A.B.S.S.A.  devient club effectif de l'URBSFA en 1964 et dispute 6 saisons de septembre 1964 à mai 1970 en IVe Provinciale Brabant et cesse ses activités en 1970.
Un nouveau club est créé le Football Club Ganshoren qui joue la saison 1970-1971 au "Koninklijke Katholieke Sportverbond" (KKVS) actuellement Koninklijke Vlaamse Voetbalbond, officiellement fondé le 1er avril 1971 et admis comme club effectif le 22 mei 1971 à l'URBSFA, qui lui attribue le matricule 7569.
Le club débute au plus bas niveau hiérarchique, la quatrième provinciale. Il monte rapidement en troisième provinciale et atteint la « P2 » en 1980. Sept ans plus tard, le club accède à l'élite provinciale, où il se maintient trois saisons avant de redescendre d'un niveau. En 1992, il remonte en première provinciale mais ce séjour ne dure que deux ans. Il subit alors deux relégations consécutives qui le renvoient en « P3 », dont il est relégué deux ans plus tard, rechutant au plus bas niveau de la hiérarchie du football belge en 1997.
Le FC Ganshoren ne traîne pas en « P4 » et remporte le titre dès sa première saison, ce qui lui permet de remonter au niveau supérieur. Après trois saisons, il décroche le titre, assorti d'une montée en deuxième provinciale. Il parvient à revenir en première provinciale en 2004 mais ne peut s'y maintenir et redescend après une saison. En 2008, il remporte un nouveau titre de champion en « P2 » et réintègre la « P1 ». Il remporte le classement de la deuxième tranche et, malgré son classement en milieu de tableau, prend donc part au tour final provincial, dont il est éliminé dès le premier tour. Deux ans plus tard, le club termine à la troisième place et participe à nouveau au tour final. Il y élimine le R. CS Brainois en demi-finale et s'impose ensuite en finale sur la R. US Albert Schaerbeek. Grâce à cette victoire, le club est promu pour la première fois de son histoire en série nationales, dont le 4e et plus bas niveau est dénommé à l'époque « Promotion ».
Lors de ses deux premières saisons au niveau national, le FC Ganshoren assure facilement son maintien et termine dans le ventre mou du classement. La saison 2013-2014 est plus difficile et le club doit lutter pour son maintien. Il échoue finalement à la treizième place, celle de barragiste. Il est battu par Spouwen-Mopertingen (5-2) et doit donc disputer le tour final interprovincial pour conserver sa place en Promotion. Il y élimine successivement le Patro Lensois et la R. US Assesse, à chaque fois sur le score de trois buts à un, et assure donc son maintien au niveau national. Il est à nouveau mêlé à la lutte pour éviter la relégation la saison suivante, qu'il conclut finalement en douzième position, juste au-dessus de la zone rouge. Le club dispute en 2015-2016 sa cinquième saison consécutive en Promotion.
Contraint de descendre d'un étage lors de la réforme qui survient pour la saison 2016-2017, le club vert et noir doit se contenter d'assurer son maintien lors de trois saisons de rang. La 4e est radicalement différente. Ganshoren est en tête lorsque survient l'arrêt des compétitions en raison de la crise du Covid-19. Sacré champion, le matricule 7569 obtient le droit de retrouver le 4e niveau désormais appelé « Nationale 2 » et caresse l'espoir d'y assurer son maintien pour fêter dignement son cinquantième anniversaire, en avril 2021.

## Résultats dans les divisions nationales
Statistiques mises à jour le 8 décembre 2024 (terme de la saison 2023-2024)

### Bilan
| Niv | Divisions     | Jouées | Titres | TM Up | TM Down |
| --- | ------------- | ------ | ------ | ----- | ------- |
| I   | 1re nationale | 0      | 0      |       |         |
| II  | 2e nationale  | 0      | 0      |       |         |
| III | 3e nationale  | 0      | 0      |       |         |
| IV  | 4e nationale  | 9      | 0      |       | 1       |
| V   | 5e nationale  | 4      | 1      |       | 1       |
|     |               |        |        |       |         |
|     | TOTAUX        | 13     | 1      | 0     | 2       |

- TM Up : test-match pour départager des égalités, ou toutes formes de Barrages ou de Tour final pour une montée éventuelle.
- TM Down : test-match pour départager des égalités, ou toutes formes de Barrages ou de Tour final pour le maintien.

#### Classement saison par saison
| Ordre               | Saison  | Nom du club  | Niveau                     | Classement final | Remarques                            |
| ------------------- | ------- | ------------ | -------------------------- | ---------------- | ------------------------------------ |
| séries provinciales |         |              |                            |                  |                                      |
| 1                   | 2011-12 | FC Ganshoren | Promotion série B          | 7e/16            |                                      |
| 2                   | 2012-13 | FC Ganshoren | Promotion série B          | 9e/16            |                                      |
| 3                   | 2013-14 | FC Ganshoren | Promotion série A          | 13e/16           | Barrages !                           |
| 4                   | 2014-15 | FC Ganshoren | Promotion série B          | 12e/16           |                                      |
| 5                   | 2015-16 | FC Ganshoren | Promotion série B          | 13e/16           | Relégué!                             |
| 6                   | 2016-17 | FC Ganshoren | Division 3 Amateur série A | 12e/14           |                                      |
| 7                   | 2017-18 | FC Ganshoren | Division 3 Amateur série A | 11e/16           |                                      |
| 8                   | 2018-19 | FC Ganshoren | Division 3 Amateur série A | 13e/16           | Barrages !                           |
| 9                   | 2019-20 | FC Ganshoren | Division 3 Amateur série A | 1re/16           | Champion !                           |
| 10                  | 2020-21 | FC Ganshoren | Nationale 2 ACFF           | N/A              | saison annulée en raison du Covid-19 |
| 11                  | 2021-22 | FC Ganshoren | Nationale 2 ACFF           | 6e/16            |                                      |
| 12                  | 2022-23 | FC Ganshoren | Nationale 2 ACFF           | 13e/18           |                                      |
| 13                  | 2023-24 | FC Ganshoren | Nationale 2 ACFF           | 14e/18           |                                      |
| 14                  | 2024-25 | FC Ganshoren | Nationale 2 ACFF           | ... /18          |                                      |

## Personnalités
- Daniel Renders, joueur
- Emilio Ferrera, joueur